# Henri Boug d'Orschwiller
Pour les articles homonymes, voir Orschwiller (homonymie).

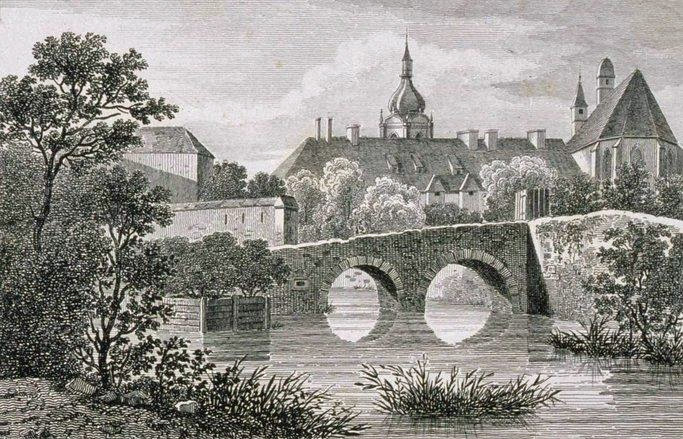
Vue de Colmar (1830)

Marie Germain François Henri Boug d'Orschwiller, né le 12 juillet 1783 à Colmar (Haut-Rhin) et mort le 4 avril 1859 à Paris, est un peintre de paysages et graveur français.

## Biographie
On lui doit de nombreuses vues de l'Alsace, de la vallée du Rhin et des Vosges, à la sépia ou à l'aquarelle. 
Il expose régulièrement au Salon de 1817 à 1827 et y obtient une médaille de 2e classe en 1827.
Il améliore la technique de la lithographie en mettant au point un nouveau procédé de lissage de la pierre.
Son fils Hippolyte (1810-1868) fut également peintre et lithographe et présenta sa production au Salon de 1834 à 1864.